# Participantes do Giro de Itália de 2018
Estes são as 22 equipas e os 176 ciclistas que disputaram o Giro d'Italia de 2018.
O dorsal 108, desde 2012 não é atribuído a nenhum ciclista como homenagem póstumo ao falecido ciclista belga Wouter Weylandt.
A seguinte tabela mostra a lista dos participantes, a posição final da cada um e no caso de abandono, a etapa na qual deixaram de participar
| Team Sunweb                 | Team Sunweb                 | Team Sunweb                 | FDJ                       | FDJ                        | FDJ                       | Team Katusha-Alpecin          | Team Katusha-Alpecin          | Team Katusha-Alpecin          |
| --------------------------- | --------------------------- | --------------------------- | ------------------------- | -------------------------- | ------------------------- | ----------------------------- | ----------------------------- | ----------------------------- |
| 1                           | Tom Dumoulin                | 2º                          | 81                        | Thibaut Pinot              | NP 21ª                    | 161                           | Maksim Belkov                 | 127º                          |
| 2                           | Roy Curvers                 | 128º                        | 82                        | William Bonnet             | R 19ª                     | 162                           | Alex Dowsett                  | 120º                          |
| 3                           | Chad Haga                   | 71º                         | 83                        | Matthieu Ladagnous         | R 21ª                     | 163                           | José Gonçalves                | 14º                           |
| 4                           | Chris Hamilton              | 103º                        | 84                        | Steve Morabito             | 79º                       | 164                           | Viacheslav Kuznetsov          | 105º                          |
| 5                           | Lennard Hofstede            | 144º                        | 85                        | Georg Preidler             | 29º                       | 165                           | Maurits Lammertink            | 41º                           |
| 6                           | Sam Oomen                   | 9º                          | 86                        | Sébastien Reichenbach      | 22º                       | 166                           | Tony Martin                   | 110º                          |
| 7                           | Laurens ten Dam             | 35º                         | 87                        | Anthony Roux               | 76º                       | 167                           | Baptiste Planckaert           | 116º                          |
| 8                           | Louis Vervaeke              | R 19ª                       | 88                        | Jérémy Roy                 | 109º                      | 168                           | Mads Würtz Schmidt            | 81º                           |
| Rudie Kemna                 | Rudie Kemna                 | Rudie Kemna                 | Yvon Madiot               | Yvon Madiot                | Yvon Madiot               | Claudio Cozzi                 | Claudio Cozzi                 | Claudio Cozzi                 |
| Ag2r La Mondiale            | Ag2r La Mondiale            | Ag2r La Mondiale            | Israel Cycling Academy    | Israel Cycling Academy     | Israel Cycling Academy    | Team Lotto NL-Jumbo           | Team Lotto NL-Jumbo           | Team Lotto NL-Jumbo           |
| 11                          | Alexandre Geniez            | 11º                         | 91                        | Ben Hermans                | 45º                       | 171                           | Enrico Battaglin              | 34º                           |
| 12                          | François Bidard             | 37º                         | 92                        | Guillaume Boivin           | 117º                      | 172                           | George Bennett                | 8º                            |
| 13                          | Mikaël Cherel               | R 19ª                       | 93                        | Zakkari Dempster           | 126º                      | 173                           | Koen Bouwman                  | 50º                           |
| 14                          | Nico Denz                   | 62º                         | 94                        | Krists Neilands            | 73º                       | 174                           | Jos van Emden                 | 99º                           |
| 15                          | Hubert Dupont               | 20º                         | 95                        | Guy Niv                    | R 5ª                      | 175                           | Robert Gesink                 | 23º                           |
| 16                          | Quentin Jauregui            | 48º                         | 96                        | Rubén Plaza                | 47º                       | 176                           | Gijs Van Hoecke               | 122º                          |
| 17                          | Matteo Montaguti            | 42º                         | 97                        | Kristian Sbaragli          | 111º                      | 177                           | Bert-Jan Lindeman             | 114º                          |
| 18                          | Clément Venturini           | 104º                        | 98                        | Guy Sagiv                  | 141º                      | 178                           | Danny van Poppel              | 121º                          |
| Laurent Biondi              | Laurent Biondi              | Laurent Biondi              | Kjell Carlström           | Kjell Carlström            | Kjell Carlström           | Nico Verhoeven                | Nico Verhoeven                | Nico Verhoeven                |
| Androni Giocattoli-Sidermec | Androni Giocattoli-Sidermec | Androni Giocattoli-Sidermec | Lotto Fix-All             | Lotto Fix-All              | Lotto Fix-All             | Team Sky                      | Team Sky                      | Team Sky                      |
| 21                          | Francesco Gavazzi           | 53º                         | 101                       | Tim Wellens                | NP 14ª                    | 181                           | Chris Froome                  | 1º                            |
| 22                          | Davide Ballerini            | 68º                         | 102                       | Sander Armée               | 57º                       | 182                           | David de la Cruz              | 56º                           |
| 23                          | Manuel Belletti             | 123º                        | 103                       | Lars Bak                   | 106º                      | 183                           | Kenny Elissonde               | 51º                           |
| 24                          | Mattia Cattaneo             | 33º                         | 104                       | Victor Campenaerts         | NP 17ª                    | 184                           | Sergio Henao                  | 13º                           |
| 25                          | Marco Frapporti             | 119º                        | 105                       | Jens Debusschere           | 136º                      | 185                           | Vasil Kiryienka               | R 19ª                         |
| 26                          | Fausto Masnada              | 26º                         | 106                       | Adam Hansen                | 60º                       | 186                           | Christian Knees               | 91º                           |
| 27                          | Rodolfo Torres              | 59º                         | 107                       | Tosh Van Der Sande         | R 17ª                     | 187                           | Wout Poels                    | 12º                           |
| 28                          | Andrea Vendrame             | 90º                         | 109                       | Frederik Frison            | 142º                      | 188                           | Salvatore Puccio              | 64º                           |
| Gianni Savio                | Gianni Savio                | Gianni Savio                | Bart Leysen               | Bart Leysen                | Bart Leysen               | Nicolas Portal                | Nicolas Portal                | Nicolas Portal                |
| Astana Pro Team             | Astana Pro Team             | Astana Pro Team             | Mitchelton-Scott          | Mitchelton-Scott           | Mitchelton-Scott          | Trek-Segafredo                | Trek-Segafredo                | Trek-Segafredo                |
| 31                          | Miguel Ángel López          | 3º                          | 111                       | Esteban Chaves             | 72º                       | 191                           | Gianluca Brambilla            | 18º                           |
| 32                          | Pello Bilbao                | 6º                          | 112                       | Sam Bewley                 | 130º                      | 192                           | Laurent Didier                | 97º                           |
| 33                          | Jan Hirt                    | 46º                         | 113                       | Jack Haig                  | 36º                       | 193                           | Niklas Eg                     | 93º                           |
| 34                          | Tanel Kangert               | NP 13ª                      | 114                       | Christopher Juul Jensen    | 74º                       | 194                           | Markel Irizar                 | 134º                          |
| 35                          | Alexéi Lutsenko             | 87º                         | 115                       | Roman Kreuziger            | 55º                       | 195                           | Ryan Mullen                   | 138º                          |
| 36                          | Luis León Sánchez           | 25º                         | 116                       | Mikel Nieve                | 17º                       | 196                           | Jarlinson Pântano             | 54º                           |
| 37                          | Davide Villella             | 70º                         | 117                       | Svein Tuft                 | 147º                      | 197                           | Boy van Poppel                | 137º                          |
| 38                          | Andrey Zeits                | 67º                         | 118                       | Simon Yates                | 21º                       | 198                           | Mads Pedersen                 | 140º                          |
| Dmitri Fofonov              | Dmitri Fofonov              | Dmitri Fofonov              | Matthew White             | Matthew White              | Matthew White             | Alain Gallopin                | Alain Gallopin                | Alain Gallopin                |
| Bahrain-Merida              | Bahrain-Merida              | Bahrain-Merida              | Movistar Team             | Movistar Team              | Movistar Team             | UAE Team Emirates             | UAE Team Emirates             | UAE Team Emirates             |
| 41                          | Domenico Pozzovivo          | 5º                          | 121                       | Carlos Alberto Betancur    | 15º                       | 201                           | Fabio Aru                     | R 19ª                         |
| 42                          | Manuele Boaro               | 75º                         | 122                       | Richard Carapaz            | 4º                        | 202                           | Darwin Atapuma                | 61º                           |
| 43                          | Niccolò Bonifazio           | 113º                        | 123                       | Víctor de la Parte         | 39º                       | 203                           | Valerio Conti                 | 24º                           |
| 44                          | Matej Mohorič               | 30º                         | 124                       | Rubén Fernández Andújar    | 85º                       | 204                           | Vegard Stake Laengen          | 102º                          |
| 45                          | Antonio Nibali              | 100º                        | 125                       | Antonio Pedrero            | 92º                       | 205                           | Marco Marcato                 | 69º                           |
| 46                          | Domen Novak                 | 101º                        | 126                       | Dayer Quintana             | 82º                       | 206                           | Manuele Mori                  | 66º                           |
| 47                          | Kanstantsín Siutsou         | NP 1ª                       | 127                       | Eduardo Sepúlveda          | 96º                       | 207                           | Jan Polanc                    | 32º                           |
| 48                          | Giovanni Visconti           | 38º                         | 128                       | Rafael Valls               | R 10ª                     | 208                           | Diego Ulissi                  | 28º                           |
| Alberto Volpi               | Alberto Volpi               | Alberto Volpi               | Eusebio Unzué             | Eusebio Unzué              | Eusebio Unzué             | Joxean Fernández "Matxín"     | Joxean Fernández "Matxín"     | Joxean Fernández "Matxín"     |
| Bardiani CSF                | Bardiani CSF                | Bardiani CSF                | Quick-Step Floors         | Quick-Step Floors          | Quick-Step Floors         | Wilier Triestina-Selle Italia | Wilier Triestina-Selle Italia | Wilier Triestina-Selle Italia |
| 51                          | Giulio Ciccone              | 40º                         | 131                       | Elia Viviani               | 132º                      | 211                           | Jakub Mareczko                | R 9ª                          |
| 52                          | Simone Andreetta            | 125º                        | 132                       | Eros Capecchi              | 49º                       | 212                           | Liam Bertazzo                 | 143º                          |
| 53                          | Enrico Barbin               | 94º                         | 133                       | Rémi Cavagna               | 115º                      | 213                           | Marco Coledan                 | 146º                          |
| 54                          | Andrea Guardini             | R 4ª                        | 134                       | Michael Mørkøv             | 107º                      | 214                           | Giuseppe Fonzi                | 149º                          |
| 55                          | Mirco Maestri               | R 19ª                       | 135                       | Fabio Sabatini             | 129º                      | 215                           | Jacopo Mosca                  | 98º                           |
| 56                          | Manuel Senni                | R 15ª                       | 136                       | Maximilian Schachmann      | 31º                       | 216                           | Alex Turrin                   | 86º                           |
| 57                          | Paolo Simion                | 145º                        | 137                       | Florian Sénéchal           | 135º                      | 217                           | Edoardo Zardini               | NP 7ª                         |
| 58                          | Alessandro Tonelli          | NP 15ª                      | 138                       | Zdeněk Štybar              | 80º                       | 218                           | Eugert Zhupa                  | 148º                          |
| Roberto Reverberi           | Roberto Reverberi           | Roberto Reverberi           | Davide Bramati            | Davide Bramati             | Davide Bramati            | Luca Amoriello                | Luca Amoriello                | Luca Amoriello                |
| BMC Racing Team             | BMC Racing Team             | BMC Racing Team             | Team Dimension Data       | Team Dimension Data        | Team Dimension Data       |                               |                               |                               |
| 61                          | Rohan Dennis                | 16º                         | 141                       | Louis Meintjes             | NP 17ª                    |                               |                               |                               |
| 62                          | Alessandro De Marchi        | 65º                         | 142                       | Igor Antón                 | R 15ª                     |                               |                               |                               |
| 63                          | Jempy Drucker               | 118º                        | 143                       | Natnael Berhane            | 83º                       |                               |                               |                               |
| 64                          | Kilian Frankiny             | 43º                         | 144                       | Ryan Gibbons               | 84º                       |                               |                               |                               |
| 65                          | Nicolas Roche               | R 15ª                       | 145                       | Benjamin King              | 44º                       |                               |                               |                               |
| 66                          | Jürgen Roelandts            | 124º                        | 146                       | Ben O'Connor               | R 19ª                     |                               |                               |                               |
| 67                          | Francisco Ventoso           | 89º                         | 147                       | Jacques Janse van Rensburg | 78º                       |                               |                               |                               |
| 68                          | Loïc Vliegen                | R 15ª                       | 148                       | Jacobus Venter             | 95º                       |                               |                               |                               |
| Allan Peiper                | Allan Peiper                | Allan Peiper                | Roger Hammond             | Roger Hammond              | Roger Hammond             |                               |                               |                               |
| Bora-Hansgrohe              | Bora-Hansgrohe              | Bora-Hansgrohe              | EF Education First-Drapac | EF Education First-Drapac  | EF Education First-Drapac |                               |                               |                               |
| 71                          | Davide Formolo              | 10º                         | 151                       | Michael Woods              | 19º                       |                               |                               |                               |
| 72                          | Cessar Benedetti            | 108º                        | 152                       | Thomas Scully              | NP 14ª                    |                               |                               |                               |
| 73                          | Sam Bennett                 | 112º                        | 153                       | Hugh Carthy                | 77º                       |                               |                               |                               |
| 74                          | Felix Großschartner         | 27º                         | 154                       | Mitchell Docker            | 131º                      |                               |                               |                               |
| 75                          | Patrick Konrad              | 7º                          | 155                       | Joe Dombrowski             | 63º                       |                               |                               |                               |
| 76                          | Christoph Pfingsten         | 58º                         | 156                       | Sacha Modolo               | 88º                       |                               |                               |                               |
| 77                          | Andreas Schillinger         | 139º                        | 157                       | Tom Van Asbroeck           | 133º                      |                               |                               |                               |
| 78                          | Rüdiger Selig               | NP 6ª                       | 158                       | Nathan Brown               | 52º                       |                               |                               |                               |
| Enrico Poitschke            | Enrico Poitschke            | Enrico Poitschke            | Juan Manuel Gárate        | Juan Manuel Gárate         | Juan Manuel Gárate        |                               |                               |                               |

## Legenda
| Legenda      | Legenda | Legenda        | Legenda                                                                                           |
| ------------ | --- | -------------- | ------------------------------------------------------------------------------------------------- |
| Dorsal       | Dorsal de saída do ciclista | Posição        | Posição final na classificação geral                                                              |
| Maglia rosa  | Indica o vencedor da classificação geral                                                                                       | Maglia azzurra | Indica o vencedor da classificação da montanha                                                    |
| Maglia rossa | Indica o ganhador da classificação por pontos                                                                                  | Maglia bianca  | Indica o ganhador da classificação dos jovens                                                     |
| NP           | Indica um ciclista que não tem tomado a saída numa etapa, seguido do número de etapa na que não tomou a saída                  | AB             | Indica um ciclista que não tem finalizado uma etapa, seguido do número de etapa em que se retirou |
| FC           | Indica um ciclista que tem finalizado uma etapa fora de controle, seguido do número de etapa na que ocorreu dita circunstância | EX             | Corredor excluído por não respeitar o regulamento                                                 |